# بویخانلی
بویخانلی (به ترکی آذربایجانی: Boyxanlı) یک منطقه مسکونی در جمهوری آذربایجان است که در شهرستان جلیل‌آباد واقع شده است. بویخانلی ۱۳۸۰ نفر جمعیت دارد.